# Piet Schipperus
Pieter Adrianus (Piet) Schipperus (Rotterdam, 6 maart 1840 – Den Haag, 4 oktober 1929) was een Nederlandse schilder en tekenaar.

## Leven en werk
Schipperus was een zoon van tabakswerker Pieter Schipperus (1796-1888) en Adriana Duijshart (1797-1865). Hij trouwde met Johanna Maria Gehrels (1834-1909) en Hillegonda Elisabeth Heijberg (1873-1951). 
Schipperus had een loopbaan in de handel, hij was achtereenvolgens wisselagent, wijnkoper en kaashandelaar. Als autodidact was hij in zijn vrije tijd bezig met schilderen. In 1869 werd hij lid van Pulchri Studio, eigenlijk alleen voorbehouden aan beroepsschilders. Op zijn 32e ontving hij een beurs van koning Willem III die hem in staat stelde zich volledig aan het schilderwerk te wijden. Hij maakte landschappen, aanvankelijk in aquarel, later ook in olieverf. Van 1874 tot 1911 was hij bestuurslid van de Rotterdamse kunstacademie. In 1879 werd hij lid van Arti et Amicitiae.
Vanaf 1875 tot 1888 illustreerde Piet Schipperus de serie Wandelingen door Nederland met pen en potlood van Jacobus Craandijk, waarvoor zij elke zomer door Nederland trokken.
In 1892 werd Schipperus met Charles Rochussen uitgenodigd acht tableaus vivants te ontwerpen, met taferelen uit de Nederlandse en Duitse geschiedenis, voor het gouden huwelijk van de hertog van Saksen-Weimar en prinses Sophie. Bij hun afscheid werden zij benoemd tot ridder IIe klasse in de Orde van de Witte Valk.
Schipperus gaf les aan de Kunst Academie van Rotterdam. Een van zijn studenten was Marie Henri Mackenzie.
In 1910 verhuisde Schipperus naar Den Haag. Hij overleed er in 1929 op 89-jarige leeftijd.